# Aubazine
Aubazine is een gemeente in het Franse departement Corrèze (regio Nouvelle-Aquitaine). De plaats maakt deel uit van het arrondissement Brive-la-Gaillarde. Aubazine telde op 1 januari 2022 860 inwoners.
De romaanse abdij van Aubazine, een voormalige abdij van cisterciënzers, werd gebouwd in de 12e eeuw en is een beschermd historisch monument.

## Geografie
De oppervlakte van Aubazine bedroeg op 1 januari 2022 14,1 vierkante kilometer; de bevolkingsdichtheid was toen 61 inwoners per km². Ten noorden van de dorpskern ligt de heuvel Puy de Pauliat (520 m).
De onderstaande kaart toont de ligging van Aubazine met de belangrijkste infrastructuur en aangrenzende gemeenten.

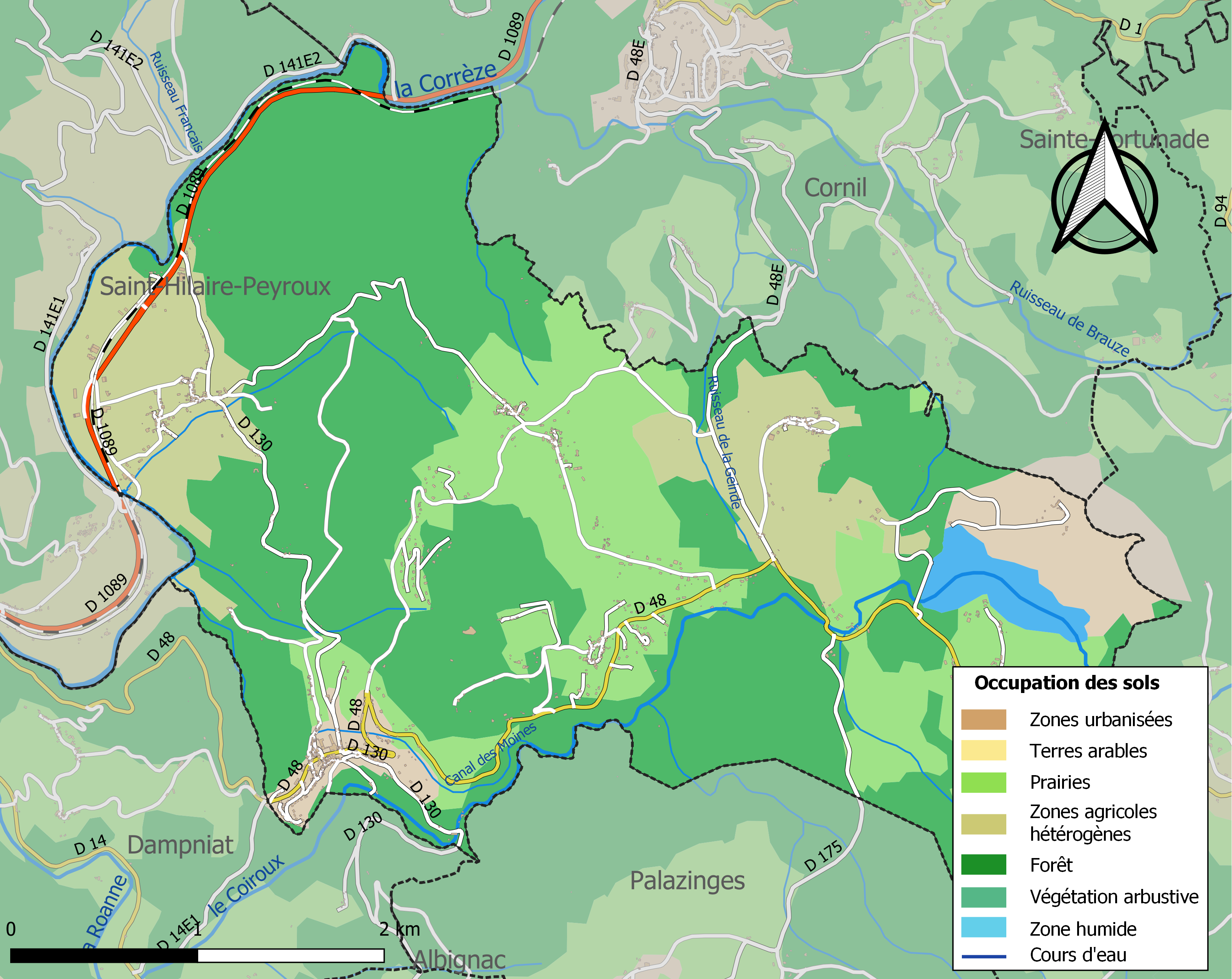

## Verkeer
Het spoorwegstation Aubazine-Saint-Hilaire ligt in de aanpalende gemeente Saint-Hilaire-Peyroux.

## Demografie
Onderstaande figuur toont het verloop van het inwonertal (bron: INSEE-tellingen).